# Target Kronos
Target Kronos, född 30 mars 2012, är en italiensk varmblodig travhäst. Han tränas av Nina Pettersson-Perklen sedan 2020. Han har tidigare tränats av Hanna Lähdekorpi, samt Lutfi och Adrian Kolgjini.
Target Kronos inledde karriären i augusti 2014 och tog sin första seger i den andra starten. Han har till september 2019 sprungit in 3,4 miljoner kronor på 69 starter varav 10 segrar, 3 andraplatser och 11 tredjeplatser. Han tog karriärens hittills största seger i Breeders' Crown (2016). Han har även segrat i Fyraåringsstjärnan (2016).
Mellan den 1 oktober 2018 och augusti 2019 tränades han av Adrian Kolgjini. Detta efter att Lutfi Kolgjini valt att överlåta flera av stallets stjärnhästar till sonen Adrians nystartade tränarrörelse. I augusti 2019 köptes han av Kari Lähdekorpi som placerade honom i träning hos sin dotter Hanna Lähdekorpi.
2021 vann han Monté-FM i Finland, samt sprang nytt finskt rekord.